# Liga de fútbol de la Isla de Santo Tomé
La Liga de fútbol de la Isla de Santo Tomé es la máxima división de fútbol de la Isla de Santo Tomé. El campeón de esta liga, se enfrenta al campeón de la Liga de fútbol de la Isla de Príncipe por el título de campeón del Campeonato nacional de Santo Tomé y Príncipe.

## Equipos 2018

### Primera División
| Equipo                | Estadio                      |
| --------------------- | ---------------------------- |
| Agrosport             | Campo de Monte Café          |
| Aliança Nacional      | Campo de Pantufo             |
| Caixão Grande         | Campo de Caixão Grande       |
| Desportivo 6 Setembro | Campo de Quartel de Mouro    |
| FC Neves              | Campo de Neves               |
| Folha Fede            | Campo de Folha Fede          |
| Inter Bom-Bom         | Campo de Bom-Bom             |
| Sporting Praia Cruz   | Campo de Praia Cruz          |
| Sporting São Tomé     | Estadio Nacional 12 de Julho |
| Trindade FC           | Campo de Monte Café          |
| UDRA                  | Estadio Nacional 12 de Julho |
| Vitória               | Campo de Riboque             |

### Segunda División
| Equipo                   | Estadio                |
| ------------------------ | ---------------------- |
| Amadora                  | Campo de Guadalupe     |
| Cruz Vermelha            | Campo de Almeirim      |
| Desportivo Guadalupe     | Campo de Guadalupe     |
| Desportivo Oque d'El Rei | Campo de Riboque       |
| Otótó                    | Campo de Otótó         |
| Palmar Lusitano          | Campo de Palmar        |
| Ribeira Peixe            | Campo de Ribeira Peixe |
| Santana FC               | Campo de Santana       |
| UD Correia               | Campo de Correia       |
| UDESCAI                  | Campo de Água Izé      |

### División de Honor
| Equipo             | Estadio                      |
| ------------------ | ---------------------------- |
| Andorinha SC       | Estadio Nacional 12 de Julho |
| Boa Vista          | Campo de Bom-Bom             |
| Conde              | Campo de Conde               |
| Diogo Vaz          | Campo de Neves               |
| Juba               | Campo de Diogo Simão         |
| Kê Morabeza        | Campo de Kê-Morabeza         |
| Marítimo de Micoló | Campo de Micoló              |
| Porto Alegre       | Campo de Ribeira Peixe       |
| Santa Margarida    | Campo de Santa Margarida     |
| Varzim             | Campo de Ribeira Afonso      |

## Campeones[1]
| - 1977 : Vitória - 1978 : Vitória - 1979 : Vitória - 1980 : Guadalupe - 1981 : Guadalupe - 1982 : Sporting Praia Cruz - 1983 : Sin disputar - 1984 : Andorinha SC - 1985 : Sporting Praia Cruz - 1986 : Vitória - 1987 : Sin disputar - 1988 : Militar 6 de Setembro - 1989 : Vitória - 1990 : Desconocido | - 1991 : Santana - 1992 : Sin disputar - 1993 : Desconocido - 1994 : Sporting Praia Cruz - 1995 : Bom-Bom - 1996 : Caixão Grande - 1997 : Sin disputar - 1998 : Desconocido - 1999 : Sporting Praia Cruz - 2000 : Bom-Bom - 2001 : Bairros Unidos - 2002 : Sin disputar - 2003 : Bom-Bom - 2004 : UDESCAI | - 2005 : Sin disputar - 2006 : Sin disputar - 2007 : Sporting Praia Cruz - 2008 : Sin disputar - 2009-10 : Vitória - 2011 : Vitória - 2012 : Sporting Praia Cruz - 2013 : Sporting Praia Cruz - 2014 : UDRA - 2015 : Sporting Praia Cruz - 2016 : Sporting Praia Cruz - 2017 : UDRA |

### Palmarés por equipo
| Equipo                | Veces campeón | Años                                                 |
| --------------------- | ------------- | ---------------------------------------------------- |
| Sporting Praia Cruz   | 9             | 1982, 1985, 1994, 1999, 2007, 2012, 2013, 2015, 2016 |
| Vitória               | 7             | 1977, 1978, 1979, 1986, 1989, 2009-10, 2011          |
| Bom-Bom               | 3             | 1995, 2000, 2003                                     |
| Guadalupe             | 2             | 1980, 1981                                           |
| UDRA                  | 2             | 2014, 2017                                           |
| Militar 6 de Setembro | 1             | 1988                                                 |
| Andorinha SC          | 1             | 1984                                                 |
| Bairros Unidos        | 1             | 2001                                                 |
| Caixão Grande         | 1             | 1996                                                 |
| Santana               | 1             | 1991                                                 |
| UDESCAI               | 1             | 2004                                                 |